# Edmund Weaver
Pour les articles homonymes, voir Weaver.
 (janvier 2022).
Le contenu est difficilement compréhensible vu les erreurs de traduction, qui sont peut-être dues à l'utilisation d'un logiciel de traduction automatique.
Edmund Weaver (vers 1683 - 27 décembre 1748) est un astronome anglais, arpenteur-géomètre et ami de William Stukeley. Les éphémérides (tables astronomiques) du British Telescope de Weaver sont considérées comme une importante publication du XVIIIe siècle sur le mouvement des planètes.

## Vie personnelle
Edmund Weaver est né vers 1683 et a vécu à Frieston, dans le Lincolnshire. Il mourut le 27 décembre 1748 et fut enterré à l'église Saint-Vincent de Caythorpe, le village au nord de sa maison à Frieston. Le chœur sud de St Vincent contient un mémorial à sa mémoire.

## Astronomie
Autodidacte, Weaver a écrit The British Telescope, ce qui a conduit l'antiquaire William Stukeley à le décrire comme « un génie très rare, qui s'était fait maître en astronomie et devait à peine être considéré comme le deuxième du royaume ». C'est en association avec Weaver que Stukeley a développé un intérêt pour l'astronomie. Les écrits de Weaver sur l'astronomie et l'astrologie ont également été appréciés par Martin Folkes, le président de la Society of Antiquaries,.
Weaver a soutenu la vision héliocentrique de l'univers. Il s'est opposé à la critique sur l'exactitude des éphémérides formulées par Edmond Halley, l'astronome royal, en particulier celle de Tycho Wing. Dans son édition de 1741 du British Telescope, il décrit la trajectoire du prochain transit de Vénus en 1769 comme courbe et le mouvement planétaire comme elliptique, attirant l'attention du journal Royal Astronomer,.

## Levé de terre
En 1734, Weaver a imprimé des Propositions pour faire et publier pour abonnement une véritable enquête sur le comté de Lincoln. Le projet a été lancé mais inachevé, avec seulement une carte et des mesures de certaines routes et des relèvements entre les lieux restants. Un correspondant de The Gentleman's Magazine, après avoir examiné le projet dans les effets de Weaver, l'a décrit comme « un astrologue réputé, un fabricant d'almanacks, un 'quack doctor' (médecin charlatan), un arpenteur-géomètre ». L'étude proposée du Lincolnshire comprendrait tous les wapentakes, églises, chapelles, maisons religieuses, 'chaces' (les zones utilisées pour la chasse), et parcs, maisons notables, châteaux et noblesse. Il couvrirait toutes les paroisses, les établissements, les voies navigables, les ponts et les routes, serait réalisé avec des équipements technologiques contemporains et serait entièrement indexé.

## Inscription commémorative
La pierre tombale de Weaver, aujourd'hui replacée dans le chœur de l'église St Vincent, à Caythorpe, se lit comme suit :

« À la mémoire de M. Edmund Weaver qui, par sa propre diligence, a fait de très grands progrès dans les arts libéraux à partir d'une éducation peu élevée et qui a été considéré à juste titre comme l'un des meilleurs astronomes de son temps.
Dans sa vie privée, il fut un mari tendre, un père indulgent, un voisin calme, un compagnon joyeux, un ami sincère et un bon homme d'église qui quitta cette vie avec la confiance d'une vie meilleure. 27 décembre 1748, à l'âge de 65 ans »